# 이즈 앗딘 알카삼 여단
이즈 앗딘 알카삼(Izz ad-Din al-Qassam Brigades, al-Qassam Brigades)은 하마스의 유명한 육군 부대다. 하마스의 국방부 역할을 한다.

## 역사
이즈 앗딘 알카삼(en:Izz ad-Din al-Qassam)의 이름을 사용한다.
2014년 8월 21일 0시, 이스라엘 공군 전투기가 가자지구 남쪽 이집트 접경지역인 라파 일대를 공습했다. 20여곳을 폭격했으며, 3명의 하마스 고위 군지휘관, 알카삼 여단의 사령관 무함마드 데이프의 부인 위다드(27)와 7달된 아들 알리가 사망했다.
알카삼 여단이 사용하는 유명한 무기가 카쌈 로켓(Qassam Rocket)이다. 북한의 장사정포와 같다.

## 같이 보기
- 알나세르 살라흐 앗딘 여단
- 이슬람 지하드 연합